# Ladrillar
Ladrillar – gmina w Hiszpanii, w prowincji Cáceres, w Estramadurze, o powierzchni 53,03 km². W 2011 roku gmina liczyła 204 mieszkańców.